# Замак Рамези у Монтреалу
Замак Рамези у Монтреалу (фр. Château Ramezay) један  је од  културно историјских споменика у централном језгру Монтреала из 18.  века. Данас је у њему смештен музеј са сталним и привременим колекцијама у коме посетиоци могу да упознају и изучавају преко 500 година стару историју Монтреала.
Током богате вишедеценијске историје, замак је неколико пута, мењао власнике, кориснике и намену и угостио многе историјске личности, све док 1. маја 1895. године када је постао Музеј. Тиме је замак, постао  сведок великих историјских догађаја Квебека, са којима се свакодневно упозаје на стотине туриста који га посећују.

## Степен заштитете
Замак је био први објекат у старом делу Монтреала, који је од стране Владе канадске покрајине Квебек, 1929. године проглашен за културно-историјски споменик.
Двадесет година касније 1949. године, Дворац је уврштен и у списак Националних културно-историјских места Канаде.
Замак је 2010. године додат на Унесковову листу светске баштине, као један од 14 историјских места из културне баштине Канаде.

## Положај
Замак Рамези се налази у старом делу Монтреала на адреси 280 Notre-Dame Street East, у покрајини Квебек, између:
- 45° 30’ и 31° 49’ северне географске ширине и
- 73° 33’ и 12° 12’ западно од Гринича

## Историјат
Резиденција гувернера у Монтреалу
Градњу замка започео је 1705.  Клода Де Рамези,  имућни грађанин Монтреала (и један од гувернера Монтреала)  који је стекао велико имање, и на њему одлучио да изгради сопствени дом и резиденцију окружену великим вртом, са баштом и воћњаком. Част да пројектује ово раскошно здање припало је архитекти и масону Пјеру Кутуријеу, а да га изгради неимару Клоду Лавињу.
Имање на коме је изграђен замак првобитно се простирало на површини од  3.891 квадратних метара (41,880 фт²), укључујући стамбени део, воћњак, помоћне просторије и велики украсни врт. Временом имање дворца се смањивало јер је део по део одузиман за изградњу све већег броја нових улица и стамбених зграде у старом делу Монтреала, који се у 19. и 20. веку експоанзивно ширио.
Током времена, имовина Рамезија сведена је на замак без вртова који су замењени новим улицама, јавним паркингом и новеоизграђеним објеката. Гувернеров врт, као што га данас видимо, није оригинални врт, већ новопројектовани врт из 2000. године (у стилу и према садржају који је одговарао Монтреалском племству у 18. веку), на површини од само 750 m².
Најстарији музеј у Квебеку
Године 1893. године доведена је у питање будућност дорца, када је влада Квебек објавила планове за напуштањер зграде. Како је земљиште у центру Монтреала с краја 19. века било је врло цењено, постојала је бојазан да ће зграда замка бити срушена, ако буде продана.
Када је 1862. године основано Антикварско и Нумизматичко друштво Монтреала (АНСМ), њени чланови су у циљу очувања културног наслеђа - убедили управу Града Монтреала да им додели управу над замком и околним земљиштем. Град је пристао и закупљену зграду предао је АНСМ на коришћење, али је заузврат тражио од друштва да га претворе у музеј канадске историје, и отворен за јавност бесплатно.
Тако је настао најстарија приватна музеј у Квебеку, који је своја врата за посетиоце званично отворио 1. маја 1895. године.
Године 1929., град Монтреал је пренео власништво над замком Рамези друштву АНСМ у замену за донацију од 10.000 фунти стерлинга, што је омогућило Граду да отвари прву општинску библиотеку. Исте године, на захтев АНСМ и његовог председника Виктора Морине влада Квебека прогласила је замак за културно-историјски споменик - први објекат такве врсте у Квебеку, чиме је осигурано и његово трајно очување.

## Домаћини зграде
Од изградње замка 1705. до њеног претварања у Музеј зграду су користили следећи власниици, закупци и корисници:
- 1705—1727: Последњи Рамези,[4]
- 1727—1728: Интендант Дупуи (закупац),[4]
- 1730—1745: Последњи Рамези,[4]
- 1745—1764: Компанија „Индија”,[5]
- 1764—1773: Вилијам Грант,[6]
- 1773—1840: Говернер Доње Канаде (закупац до 1778. године, власник до 1840. године)
- 1775—1776: Војска САД,[6]
- 1849—1856: Влада Канадске уније,[6]
- 1856—1857: Палата правде,[7]
- 1857—1867: Министарство просвете,[7]
- 1856—1878: Школа за наставнике,[7]
- 1878—1889: Универзитет Лавал,[7]
- 1889—1893: Прекршајни суд,[7]
- 1895— ......: Археолошко и Нумизматичка друштва у Монтреалу (Музеј)

## Архитектура замка и Гувернеров врт
Архитектонски и други елементи који доприносе вредности замка
Кључни елементи који доприносе вредности овог замка су:
- локација замка у старом делу Монтреала и његовој речној луци;
- преостали спољашњи и унутрашњи архитектонски елементи са обележјима замка из периода од 1756 до 1844, укључујући и оплате, материјал и рукотворине;
- вишевековни трагови, још увек присутни, у спољашњој архитектури замка који укључују и импресивни парапет од пешчаника са орнаментима, зидове од тесаног камена и високе камене димњаке;
- елементи ентеријера који се односе на различитим периоде коришћена, као што су засвођени подруми,
- непосредна усклађеност са простором и јавним институцијама које окружују замак.

Архитектонске промене, рестаурација и реновирање
Од накнадних грађевинских радова на замку су обављени:
- Од 1902. до 1904. године, саграђене су украсне куполе уз постојећу зграду, док су зид од цигала, према улици Сент-Клод, чуварева кућица, и стари хангар срушени.
- Током 1905. у дворац је уведена електрична струја.
- Од 1970. године, започети су обимни радови на замку са намером да се поврати његов првобитни изглед.
- Од 1997. до 2010. на основу споразума између Града Монтреалу и Министарства културе и комуникација Квебека обављено је обимно реновирање.

- Карактеристични елементи архитектуре замка
- Чеони део замка
- Чеони део замка
- Чеони део замка
- Задњи део замка према врту
- Камене ограда са задње стране замка
- Погледан на замак из једне од улица

Гувернеров врт
У 2000. години, са доње стране засађен је и уређен врт у француском стилу, негованаом међу Монтреалским племством у 18. веку, на парцели која је раније била градски паркинг.
- Гувернеров врт

## Музејска колекција
Када је АНСМ преузео власништво над замком он је постао изложбени простор за културну и историјску баштина Монтреала.
Музејску колекцију замка данас чини око 30.000 експоната, и то:
- 2.000 уметничких дела (слика, графика, гравира и других дела),
- Две збирке етнолошких предмета (једна Абориџина, а друга из периода досељавања становништва европског порекла) и колекција новчића.
- 2.000 фотографија, које сведоче о свакодневном животу у Монтреалу у 19. и 20. веку,
- 13.000 библиотечких артикала, коа укључује и антикварне књига, романа, есеја, старе часописа и новина.
- 4.000 архивских рукописа и предмета, који се одржавају у Националној библиотеци и архиви Квебека.

- Део експоната из богате музејске колекције

## Награде и признања додељена Музеју
- 2000 — Orange Prize from Heritage Montréal for the recreation of the Governor’s Garden (2000)
- 2002 — Prize from the Société des attractions touristiques du Québec, for the château’s brochure
- 2009 — Prize from the Société des attractions touristiques du Québec, for the promotional  strategy
- 2003 — National Award of Excellence from the Landscape Architects of Canada
- 2006, 2008 — Tourism Montréal Ulysses Award as Regional Winner of the Grand Prix du tourisme québécois
- 2008 — Coup d’Éclat award from the Société des attractions touristiques du Québec
- 2009 — Geotourism Certificate of Excellence from National Geographic
- 2009 — Special Attractions Prize – Communities in Bloom – National Edition
- 2009 — Award of Excellence in Interpretation from the Association québécoise d’interprétation du patrimoine
- 2010 — Award of Excellence from the Société des musées québécois
- 2010 — Certificate of Recognition from the Daughters of the American Revolution